# Pycnosphaera buchananii
Pycnosphaera buchananii là một loài thực vật có hoa trong họ Long đởm. Loài này được (Baker) N.E.Br. miêu tả khoa học đầu tiên năm 1903.